# Ґранзее (об'єднання громад)

Логотип об'єднання громад Ґранзее

Об'єднання громад Ґранзее —  адміністративна одиниця, заснована в 1992 році в окрузі Обергафель у землі Бранденбург, у яій спочатку 17 муніципалітетів у тодішньому районі Ґранзее були об’єднані в адміністративну мережу. Офіційна резиденція - місто Ґранзее. У зв’язку зі злиттям та приєднанням громад офіс наразі має п’ять громад.

## Географія
Офіс Об'єднання громад Ґранзее розташований у північній частині округу Обергафель. Межує на півночі з землею Мекленбург-Передня Померанія та містом Фюрстенберг/Гафель, на сході з містом Цеденік, на півдні з містом Льовенберґер-Лянд, на заході з містом Ліндов і містом Райнсберґ. Озера Велике Штехлінзее та частково Велике Вентовзее знаходяться в адміністративній зоні об'єднання громад Ґранзее.

## Громади і райони
Офіс Об'єднання громад Ґранзее керує п'ятьма муніципалітетами:
- Ґранзее (місто) з районами Альтлюдерсдорф, Буберов, Данненвальде, Ґрамцов, Краатц, Марґаретенгоф, Мезеберґ, Нойльоґов, Нойлюдерсдорф, Зайлерсгоф, Вендефельд, Вентов, Ціґеляй та Ціґельшойне
- Ґросвольтерсдорф з районами Альтґлобсов, Бухгольц, Буров, Ґросвольтерсдорф, Вольфсру, Церніков
- Шьонермарк
- Зонненберґ з районами Баумґартен, Раушендорф, Реннебек, Шульцендорф і Зонненберґ
- Штехлін з районами Даґов, Долльґов, Ґюльденгоф, Менц, Нойґлобсов, Нойроофен і Шульценгоф

## Історія
8 липня 1992 р. міністр внутрішніх справ дав згоду на створення офісу об'єднання гроамд Ґранзее, і воно було офіційно засноване 21 липня 1992 року. Місцем розташування офіційної адміністрації було обрано місто Ґранзее. Було включено 17 громад колишнього округу Ґранзее :
1. Альтлюдерсдорф
2. Баумґартен
3. Долґов
4. Ґросвольтерсдорф
5. Краатц-Буберов
6. Менц
7. Мезеберг
8. Нойґлобсов
9. Нойльоґов
10. Рьоннебек
11. Шьонермарк
12. Шульцендорф
13. Зайлєрсгоф
14. Зонненберґ
15. Вольфсру
16. Церніков
17. Місто Ґранзее

13 лютого 1997 року муніципалітети Альтлюдерсдорф, Краатц-Буберов, Мезеберґ і Нойльоґов були включені до складу міста Ґранзее, а 1 травня 1998 року громади Баумґартен і Зонненберґ об'єдналися, утворивши нову громаду Зонненберґ.
27 вересня 1998 року громади Ґросвольтерсдорф, Вольфсру і Церніков об'єдналися, утворивши нову громаду Ґросвольтерсдорф. Того ж 27 вересня 1998 року громади Долґов, Менц та Нойґлобсов об'єдналися, утворивши нову громаду Штехлін. Також 27 жовтня 1998 року муніципалітет Зайлерсгоф було включено до складу міста Ґранзее. 1 січня 2003 року муніципалітет Данненвальде було включено до складу міста Ґранзее.  А 26 жовтня 2003 року громади Шульцендорф  і Реннебек  були включені до громади Зонненберґ.

## Динаміка населення
| рік      | мешканців |
| -------- | --------- |
| 1992 рік | 10 815    |
| 1995 рік | 10 484    |
| 2000 рік | 10 369    |
| 2005 рік | 10 095    |
| 2010 рік | 9 390     |
| 2015 рік | 9 063     |

| рік      | мешканців |
| -------- | --------- |
| 2016 рік | 9 139     |
| 2017 рік | 9 148     |
| 2018 рік | 9 115     |
| 2019 рік | 9 131     |
| 2020 рік | 9 108     |
| 2021 рік | 9 151     |

Територіальний статус відповідного року, кількість жителів: станом на 31 грудня, з 2011 року за переписом 2011 року.

## Політика

### Директори офісу
- 1992-2003: Дітмар Нобіс
- з 2003: Френк Штеґе

Штеґе 8 квітня 2019 року районним комітетом затверджений ще на вісім років на посаді.

### Громадські партнерства
- Сільська волость Сім'ятичі, Підляське воєводство, Польща

## Вебпосилання
- Офіс об'єднання громад Ґранзее